# Sancti-Spíritus (Estrémadure)
Pour les articles homonymes, voir Sancti Spíritus.
Sancti-Spiritus est une commune d’Espagne, dans la province de Badajoz, communauté autonome d'Estrémadure.